# Order of the Leech
Order of The Leech – dziesiąty album studyjny zespołu Napalm Death. Znajduje się na nim 12 utworów.

## Utwory
1. Continuing War on Stupidity (3:11)
2. The Icing on The Hate (3:10)
3. Forced to Fear (3:34)
4. Narcoleptic (2:28)
5. Out of Sight Out of Mind (3:00)
6. To Lower Yourself (Blind Servitude) (3:02)
7. Lowest Common Denominator (3:19)
8. Forewarned Is Disarmed? (2:25)
9. Per Capita (2:54)
10. Farce and Fiction (2:47)
11. Blows to the Body (3:14)
12. The Great Capitulator (11:35)

## Autorzy
- Mark "Barney" Greenway - śpiew
- Shane Embury - gitara basowa
- Mitch Harris - gitara elektryczna, śpiew towarzyszący
- Jesse Pintado - gitara elektryczna
- Danny Herrera - bębny